# Rosalía (cantante)
Rosalia Vila Tobella (Sant Esteve Sesrovires, 25 de septiembre de 1992), conocida simplemente como Rosalía, es una cantautora, actriz, productora y empresaria española.
Nacida y criada en las afueras de Barcelona, ha sido descrita por la emisora de radio estadounidense NPR como una «estrella del pop atípica» debido a «su versatilidad musical y tendencias experimentales que desdibujan los límites entre distintos géneros». Después de descubrir la música folclórica española a los trece años, Rosalía estudió musicología en la Escuela Superior de Música de Cataluña mientras actuaba en bares musicales y bodas.
Rosalía se graduó de la Escuela Superior de Música de Cataluña con honores en virtud de su álbum colaborativo con Raül Refree, Los ángeles (2017) y el proyecto de fin de carrera El mal querer (2018), que es coproducido por el Guincho y reimagina el flamenco mezclándolo con música pop y urbana. Este último generó el sencillo «Malamente», que llamó la atención del público en general español, y fue aclamado por la crítica universal.[cita requerida] Ganador del Premio Grammy Latino al álbum del año, del Premio Grammy al mejor álbum urbano o rock latino e incluido en los 500 mejores álbumes de todos los tiempos de Rolling Stone, El mal querer comenzó el ascenso de Rosalía a la escena musical internacional.
Su primer sencillo de éxito internacional fue su colaboración en 2019 con J Balvin, «Con altura», canción de reguetón que marcó el viaje de Rosalía a la música urbana. Con una venta de más de 2 millones de copias, fue nombrada como una de las mejores canciones del año por Billboard y Pitchfork [cita requerida] y fue galardonada con el Premio Grammy Latino a la mejor canción urbana. Más tarde colaboró con otros músicos como Bad Bunny, Ozuna, Billie Eilish, Travis Scott y Arca, logrando múltiples elogios. Posteriormente, Rosalía se aventuró más en la música latina con su tercer álbum de estudio Motomami (2022), partiendo del nuevo sonido flamenco de su predecesor. El álbum logró un éxito internacional con sus sencillos «La fama», «Saoko» y «Despechá» y se convirtió en el álbum mejor reseñado del año en Metacritic, con una nota de 94 sobre 100 puntos basada en 17 críticas de medios especializados de gran relevancia.
A lo largo de su carrera, Rosalía ha acumulado diez sencillos número uno en su país de origen, la mayoría para un artista local. También ha ganado dos Premios Grammy, doce Premios Grammy Latinos (incluidos dos premios Álbum del año), cuatro MTV Video Music Awards, un MTV Europe Music Awards, tres UK Music Video Awards y dos Premios Ruido, entre otros. En 2019, Billboard le otorgó el Premio Rising Star por «cambiar el sonido de la música principal de hoy con su nuevo pop influenciado por el flamenco», y se convirtió en la artista española con más galardones otorgados por la Academia Latina de Artes y Ciencias de la Grabación por un único trabajo y en el primer acto de un cantante español en la historia en ser nominado al mejor artista nuevo en los Grammy. Es ampliamente considerada una de las cantantes españolas más exitosas e influyentes de todos los tiempos.

## Biografía y carrera artística

### 1992-2016: Primeros años de vida y comienzos de carrera
Rosalía Vila Tobella nació el 25 de septiembre de 1992 en Sant Esteve Sesrovires, un municipio y localidad española de la provincia de Barcelona, en la comunidad autónoma de Cataluña. Es la hija menor de Pilar Tobella, una empresaria que lleva décadas al frente de una empresa familiar especializada en carpintería metálica. Su padre, José Manuel Vila, nació en Cudillero, Asturias. Se separaron en 2019. Tiene una hermana mayor, Pilar «Pili» Vila (nacida en 1989), que trabaja con Rosalía como su estilista y directora creativa. Posee ascendencia cubana por parte de su abuelo materno. Rosalía manifestó interés por las artes escénicas desde muy temprana edad sobre todo tras conocer la discografía de Camarón de la Isla. Inició su formación musical profesional en el Taller de Músicos. Hizo un curso de seis años en la academia. Comenzó a asistir a clase en la escuela del Raval pero, debido a sus altas notas y múltiples recomendaciones, se trasladó a la Escuela Superior de Música de Cataluña para terminar sus estudios. También trabajaba de forma autónoma como cantante independiente en bodas y bares musicales, por lo que cobraba «un poco más de 80 euros o cambiando el trabajo por cena». Durante ese tiempo, Rosalía conoció a muchos artistas españoles underground que luego triunfarían como La Zowi, Yung Beef, Kaydy Cain, Hinds y María Escarmiento.
A los 15 años compitió en el programa de televisión Tú sí que vales, aunque no fue seleccionada. A los 17, tuvo que someterse a una cirugía de cuerdas vocales después de romperse una de sus cuerdas vocales debido a «prácticas intensas de canto» y no pudo cantar durante un año. En 2012, se convirtió en la vocalista de Kejaleo, un grupo de música flamenca integrado por Jordi Franco, Roger Blavia, Cristo Fontecilla, Diego Cortés y Xavi Turull. Lanzaron un disco, Alaire, en 2013. Ese mismo año, Rosalía trabajó profesionalmente a dúo con Juan Gómez "Chicuelo" para promocionar la banda sonora de Blancanieves en el Festival Internacional de Cine de Panamá de 2013 en sustitución de Silvia Pérez Cruz y en el Festival Grec de Barcelona por la obra de danza contemporánea De Carmen. En 2013 participó en la Conferencia de la Asociación de Profesionales de las Artes Escénicas (APAP) en Nueva York, y fue la voz principal en el colofón del Año Espriu 2014. En 2015, colaboró con La Fura dels Baus en un espectáculo que se estrenó en Singapur. Fue telonera del artista flamenco Miguel Poveda, acompañado de Alfredo Lagos, en el Festival Internacional de Música de Cadaqués, y también en el Festival de Jazz de Jerez de 2016. Trabajó con Rocío Márquez en la presentación de su disco El Niño, producido por Raül Refree, en Primavera Sound. En 2015, también trabajó con la marca de ropa Desigual y cantó el sencillo del jingle de su campaña «Last Night Was Eternal» y autoeditado «Un Millón de Veces» incluido en el álbum benéfico Tres Guitarras Para el Autismo. A los 20 años, trabajaba como profesora de flamenco y entrenadora de canto.
En 2016, Rosalía colaboró con el rapero español y exnovio C. Tangana en «Antes de morirme». La canción fue un éxito inesperado y entró en la lista de sencillos españoles en 2018, tras el éxito del material más nuevo de Rosalía. La colaboración recibió atención internacional cuando apareció en la banda sonora de la primera temporada del programa español Élite de Netflix.

### 2016-2017:Los Ángeles

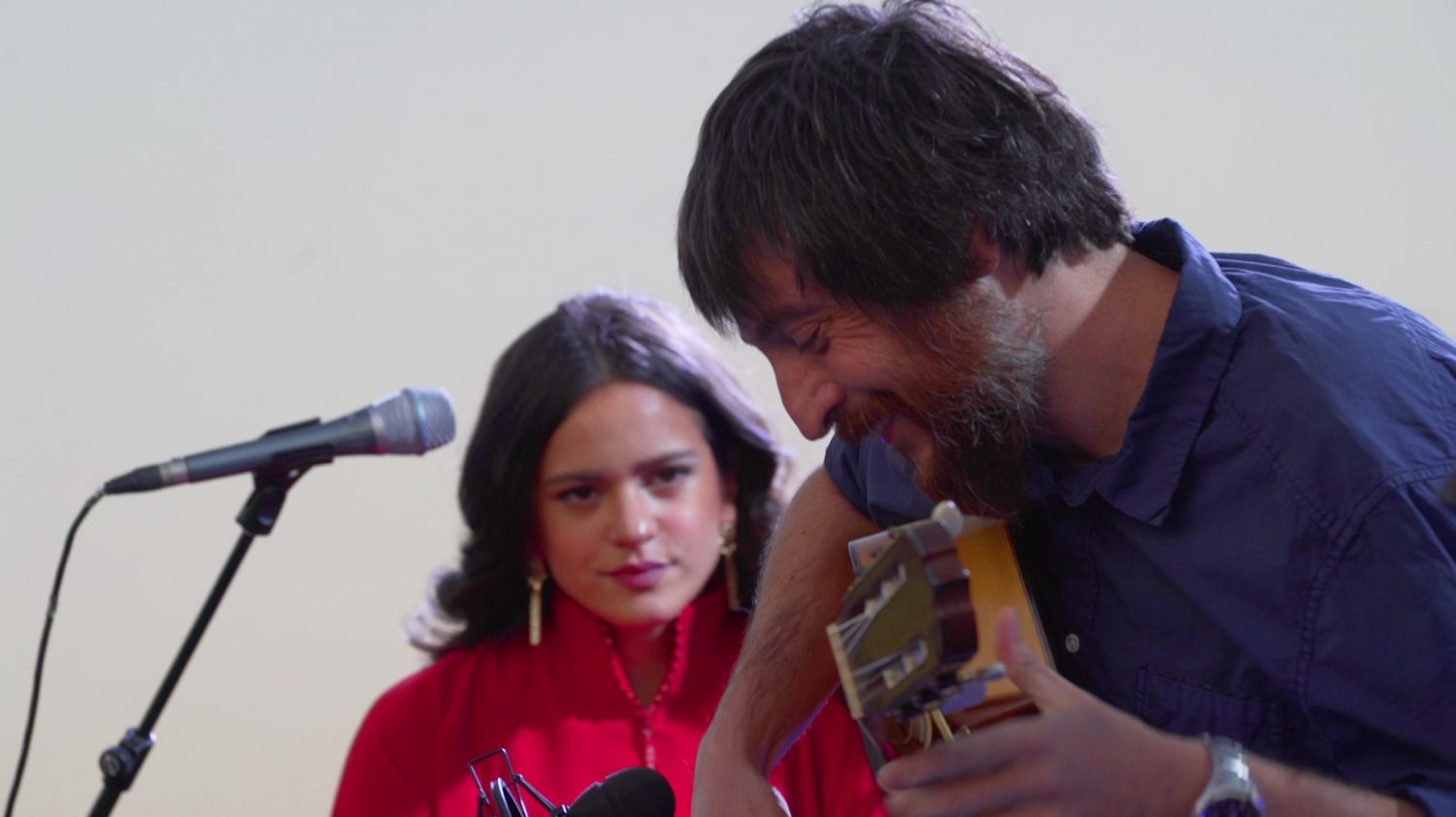
Rosalía y Raül Refree durante un concierto del Los Ángeles Tour en Madrid en 2017.

En 2016, Rosalía actuó ante un centenar de personas en el Tablao del Carmen, un local especializado en flamenco en el Pueblo Español de Barcelona. Entre el público estaba Raül Refree, a quien invitó al espectáculo. Comenzaron a trabajar juntos en dos álbumes. Rosalía firmó con Universal Music más tarde en 2016 y se mudó a California. Su álbum debut, Los Ángeles, habla de la muerte de una manera oscura con acordes de guitarra agresivos de Refree. Presenta reelaboraciones de clásicos del flamenco recibiendo varios elogios. Fue nominada a mejor artista nuevo en la 18.ª entrega de los Premios Grammy Latinos. El álbum fue lanzado el 10 de febrero de 2017 a través de Universal Music y generó dos sencillos, «Catalina», lanzado en octubre de 2016, y «De plata», lanzado en agosto de 2017. El álbum fue muy bien recibido por la crítica. Jordi Bardají escribió el 1 de noviembre de 2018 que el disco era «uno de los mayores 'durmientes' que han conocido las listas de ventas españolas en los últimos tiempos». Los Ángeles alcanzó su posición máxima en el número 9 el 11 de noviembre de 2018 y se ha mantenido en la lista de álbumes desde su entrada, acumulando un total de 89 semanas. Los Ángeles ganó el premio «Álbum del año» en los Premios Time Out y el Premio Ruido de la Prensa al Mejor disco nacional, entre otros. En 2017, RTVE contactó con Rosalía para participar en la preselección para representar a España en el Festival de la Canción de Eurovisión 2017, a lo que ella declinó cortésmente por conflictos de agenda con la promoción de su disco debut.
Rosalía y Raül Refree se embarcaron en una gira de conciertos, Los Ángeles Tour, apoyando juntos su primer disco de estudio. La gira comenzó el 11 de febrero de 2017 en Granada y finalizó el 1 de marzo de 2018 en el Palacio de la Música de Barcelona. Durante la gira, en 2018, el cantante español Bebe asistió a uno de sus conciertos junto a Juanes, quien inmediatamente se obsesionó con Rosalía y le pidió a su mánager Rebeca León que trabajara con ella. Aceptó gestionarla porque sentía que era «una especie de artista que se da una vez cada cincuenta años».

### 2018-2020:El mal querery el reconocimiento internacional
El ciclo de grabación del segundo disco de estudio de Rosalía, El mal querer, comenzó a principios de 2017 como su proyecto de fin de grado, graduándose en la Escuela Superior de Música de Cataluña. Ella personalmente eligió trabajar junto al músico español El Guincho y generó su concepto junto a su amigo Ferran Echegaray, quien apostó por el Romance de Flamenca para seguir la línea argumental del disco. Así, cada canción del disco sería un capítulo de la historia narrada en la novela anónima occitana. A pesar de no tener presupuesto para producir el disco ya que era una artista independiente trabajando en un proyecto universitario, Rosalía invirtió mucho de su propio dinero, al punto de casi quebrar. Sin embargo, continuó trabajando en él, afirmando que «mi objetivo era encontrar la manera de explicar esta tradición que me obsesiona de la manera más personal sin miedo y con riesgo. Antes de sacar el disco estaba endeudada y no tenía garantías de que esto funcionaría, pero tenía la esperanza de que, ya que lo estaba haciendo de corazón, ya fueran pocos o muchos, que a esa gente a la que le gustaba, le gustara de verdad». El disco se grabó casi íntegramente en el apartamento de El Guincho en Barcelona con un ordenador, un micrófono y una mesa de sonido. Mezclaría el flamenco tradicional con el pop actual y la música urbana.
En mayo de 2018, la cantante anunció el título de su próximo álbum en una pequeña serie casera de YouTube. J Balvin lanzó paralelamente su quinto álbum de estudio, Vibras, que contó con la participación de Rosalía en el tema «Brillo». Más tarde ese mes, Rosalía lanzó el sencillo principal del álbum «Malamente». El sencillo llamó la atención de personalidades internacionales como Kourtney Kardashian y Dua Lipa y numerosos críticos musicales. En agosto, Rosalía fue contratada para actuar en la fiesta del cumpleaños 60 de Madonna, pero canceló el concierto después de muchos conflictos logísticos. «Malamente» se promocionó en varias entregas de premios como los MTV Europe Music Awards 2018 y los Premios Grammy Latinos. Su video musical, dirigido por Canadá, se hizo viral en Internet y Pitchfork lo nombró Video del año. La canción fue nominada a cinco premios Grammy Latinos, de los cuales ganó dos, por mejor canción alternativa y por Mejor fusión/interpretación urbana. El sencillo de seguimiento, «Pienso en tu mirá», fue lanzado en julio a través de Sony Music. Su video musical también se volvió viral en las redes sociales, con elogios por su estética y simbolismo poético. Muchos portales españoles ya hablaban de esto como el «fenómeno Rosalía» o el «huracán Rosalía». La canción fue nominada a Mejor canción pop en los premios Grammy Latinos 2019. El tercer sencillo, «Di mi nombre», lanzado tres días antes del álbum, le valió a Rosalía su primer sencillo número uno en España.
El mal querer fue lanzado el 2 de noviembre del mismo año y debutó en el número 2 de la lista PROMUSICAE. Presentada como experimental y conceptual, gira en torno a una relación tóxica descrita en la novela anónima occitana del siglo XIII Flamenca. El álbum fue recibido con elogios universales por parte de los críticos musicales. Escribiendo para The Guardian, el crítico principal Alexis Petridis elogió mucho el álbum, dándole la calificación más alta y describiéndolo como «la tarjeta de presentación de un nuevo talento único». El mal querer fue incluido en más de 20 listas de álbumes de fin de año y fin de década de publicaciones como Pitchfork, Billboard y The Guardian. Rolling Stone lo incluyó en el puesto 315 en su lista de los 500 mejores álbumes de todos los tiempos, lo que lo convierte en el álbum en español más alto de la lista. Posteriormente, El mal querer fue nominado a varios premios, incluidos cuatro Latin Grammy, un premio Latin Billboard Music, un premio Latin American Music y un premio LOS40 Music. Ganó los premios Grammy Latino por Álbum del año, mejor álbum vocal pop contemporáneo, Mejor ingeniería de grabación para un álbum y Mejor diseño de empaque. Por lo tanto, Rosalía se convirtió en la segunda mujer en recibir el Premio Grammy Latino por Álbum del año después de Shakira en 2006. También ganó un premio Grammy al mejor álbum alternativo o rock latino.
A principios de 2019, participó en los Premios Goya cantando una versión de la canción «Me quedo contigo» de Los Chunguitos, acompañada por el Cor Jove de l’Orfeó Català. En 2019, Rosalía participó en la película de Pedro Almodóvar Dolor y gloria. Sin embargo, esta no era la primera vez que Rosalía participaba en una producción audiovisual, ya que ya había puesto voz a la banda sonora de Arde Madrid y Paquita Salas. En marzo del mismo año, Rosalía se embarcó en su primera gira mundial de conciertos, El Mal Querer Tour, para promover aún más El mal querer, con espectáculos en Sudamérica, Norteamérica, Europa y África.

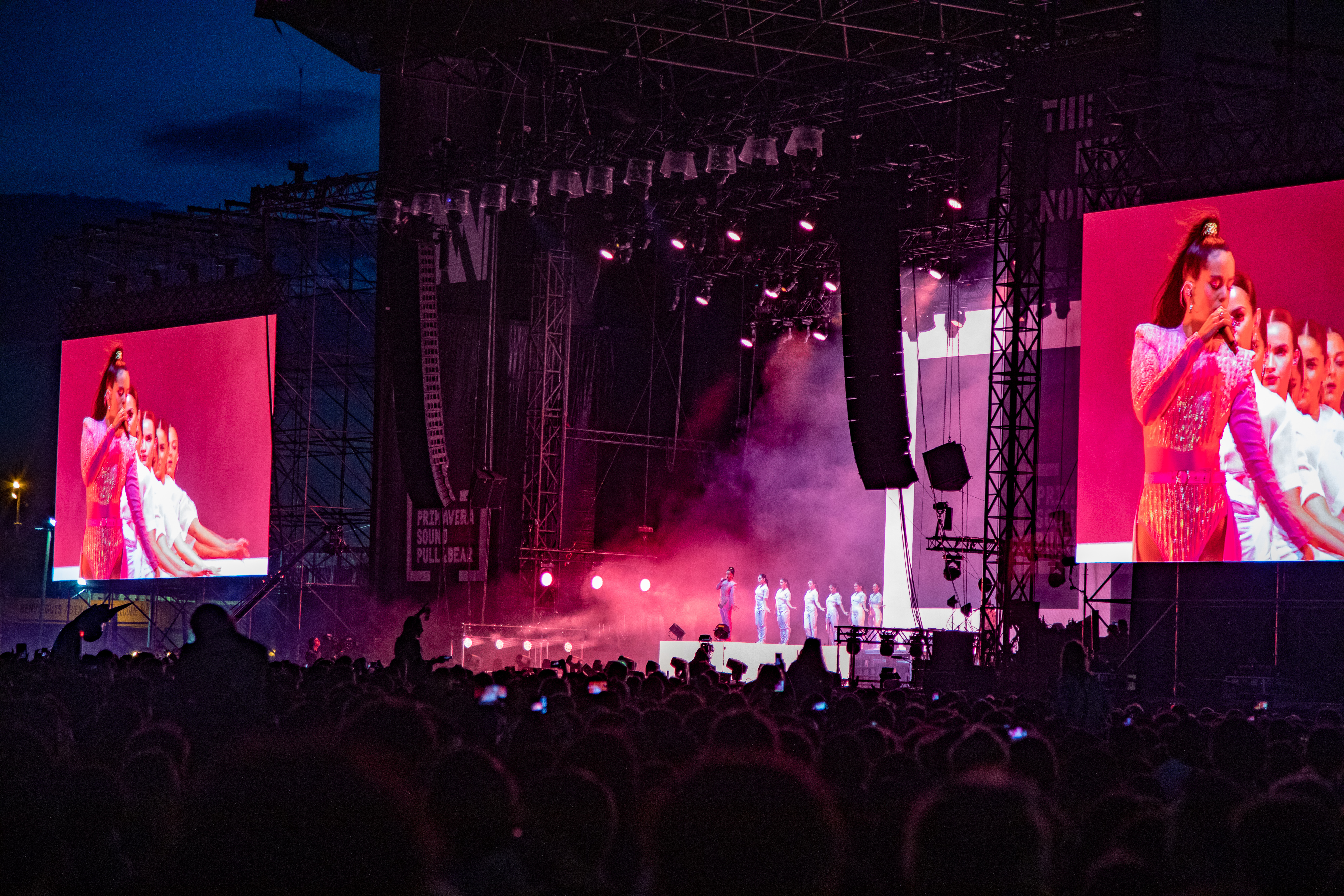
Rosalía actuando en Primavera Sound en 2019 durante El Mal Querer Tour.

Mientras estaba de gira, Rosalía emitió varias canciones. El 28 de marzo, lanzó una segunda colaboración con Balvin, «Con altura». A pesar de recibir inicialmente críticas mixtas de los críticos, «Con altura» encabezó las listas en Argentina, Colombia, República Dominicana, México, Venezuela y España. Su video musical, dirigido por Director X, se convirtió en el video musical más visto de una artista femenina en 2019. También generó su apodo «La Rosalía» y su coreografía finalmente se volvió viral y un momento en la cultura pop latina. «Con altura» ganó dos MTV Video Music Awards por Mejor video latino y mejor coreografía, convirtiéndola en el primer acto español en ganar uno. También ganó Mejor colaboración en los MTV Europe Music Awards de 2019 y mejor canción urbana en los Premios Grammy Latinos de 2019. La canción ha vendido más de siete millones de copias en todo el mundo hasta el momento. En mayo, Rosalía lanzó la canción «Aute Cuture». Se convirtió en su tercer número uno en España y obtuvo una nominación al Grammy Latino por Grabación del año. En julio, lanzó el sencillo Fucking Money Man, que incluye dos temas: «Milionària» (que cantó en catalán) y «Dios nos libre del dinero». El 15 de agosto, lanzó su colaboración con Ozuna «Yo x ti, tú x mí», que se convirtió en su quinto sencillo número uno en España. En noviembre, Rosalía lanzó «A palé», que cuenta con los coros de James Blake, con quien había trabajado anteriormente en «Barefoot in the Park». En diciembre, Rosalía apareció junto a Lil Baby en el remix de «Highest in the Room» de Travis Scott. Con un máximo de cuatro, esta fue la primera vez que una canción suya ingresó a la lista Global Spotify. Fue galardonada con el premio Rising Star en Billboard Women in Music por el reconocimiento internacional que logró durante el año y por «cambiar el sonido de la música comercial actual con su pop fresco con influencia flamenca».
La interpretación de Rosalía de «Juro que» en la 62.ª edición de los Premios Grammy marcó la primera vez que una artista española actuaba en la gala. También se convirtió en el primer acto de canto español en la historia en ser nominado a Mejor artista nuevo. Durante el confinamiento, Rosalía lanzó «Dolerme» y, en mayo, «TKN», su segunda colaboración con Travis Scott, que finalmente se convirtió en su primera entrada en el Billboard Hot 100, debutando en el número 66, así como en el sexto sencillo número uno de ella en su país de origen. La canción se volvió viral en TikTok. El video musical de «TKN», dirigido por Nicolás Méndez, ganó el Premio Grammy Latino al Mejor video musical versión corta. También generó una nominación a Mejor dirección en los Berlin Music Video Awards. El 22 de junio, Arca y Rosalía lanzaron su esperada colaboración «KLK», incluida en el disco de La música KiCk i.

### 2020-2023: Colaboraciones yMotomami
Las sesiones de grabación para la confección del tercer álbum de estudio de Rosalía comenzaron en 2019. Debido a circunstancias imprevistas de la pandemia de COVID-19, Rosalía se mudó a Miami, donde continuó trabajando en el álbum mientras también prestaba su voz a varias canciones. El 4 de septiembre de 2020, se lanzó un remix de «Relación» de Sech, que también presenta a Daddy Yankee, Farruko y J Balvin, lo que le valió a Rosalía su segunda entrada en el Billboard Hot 100, alcanzando el puesto 64. También participó en el tercer álbum de estudio en solitario de Bad Bunny, El último tour del mundo, en el tema «La noche de anoche», que luego se lanzó como sencillo el Día de San Valentín. La colaboración, realizada en Saturday Night Live, se convirtió en un gran éxito comercial, debutando en el número dos en la lista global de Spotify con 6,63 millones de reproducciones en un solo día, marcando el mayor debut de una canción íntegramente en español en la historia. También supuso el noveno mejor debut en la plataforma en 2020 y el segundo mayor debut en Spotify España en la historia de la música. Una semana después, colaboró junto a The Weeknd en el remix de «Blinding Lights» y, en enero, con Billie Eilish en «Lo vas a olvidar», que apareció en un episodio especial de Euphoria. Más tarde también colaboraría con Oneohtrix Point Never y Tokischa en «Nothing's Special» y «Linda», respectivamente.
El 2 de noviembre de 2021, Rosalía anunció el título de su nuevo álbum Motomami. Fue lanzado el 18 de marzo de 2022 a través de Columbia Records. La promoción antes del lanzamiento del álbum abarcó el lanzamiento de tres sencillos y los sencillos promocionales «Hentai» y «Candy». El sencillo principal «La fama», con The Weeknd, es una bachata experimental que tuvo un gran éxito comercial. Se convirtió en el séptimo sencillo número 1 de Rosalía en España, al mismo tiempo que alcanzó el quinto lugar en Francia y alcanzó el top 10 en otros ocho países. En diciembre del mismo año, Rockstar Games lanzó una nueva estación de radio Grand Theft Auto Online, Motomami Los Santos, curada por Rosalía y Arca. En febrero de 2022, Rosalía reveló la carátula del álbum de Motomami y lanzó «Saoko» como el segundo sencillo del álbum con gran éxito de crítica. El video musical que acompaña a la canción, dirigido por Valentin Petit, fue filmado en Kiev, principalmente en el puente Podilskyi. Por su edición realizada por Petit y Jon Echeveste, el video ganaría el MTV Video Music Award a la Mejor edición. El 24 de febrero, Rosalía lanzó «Chicken Teriyaki» como tercer sencillo del álbum.
Tras su lanzamiento, Motomami recibió elogios universales de los críticos musicales, muchos de los cuales elogiaron la experimentación y los sonidos que doblan el género. Motomami recibió una puntuación perfecta de varias publicaciones, incluidas The Telegraph, The Independent y Variety, y Clash, Rolling Stone, Rockdelux, The Guardian, etc. le otorgaron cuatro estrellas o más. Se siente raro escuchar un disco tan experimental, que aspira a extenderse por los géneros y jugar con las formas, y que logra exactamente lo que se propone. Rosalía ya era una cantante formidable, pero aquí también suena como si hubiera aprendido que con el estrellato mundial viene la libertad de establecer su propia agenda». El álbum se ha convertido en el álbum mejor reseñado y más discutido de 2022 en Metacritic. Comercialmente, Motomami ingresó a 22 listas en 19 países y alcanzó los diez primeros en siete países, dos de ellos número 1. El álbum ingresó a las principales listas del mercado, alcanzando los cuarenta primeros tanto en la lista de álbumes del Reino Unido como en el Billboard 200. En Spotify, logró el mayor debut de un álbum en español de una artista femenina en la historia de la plataforma, con 16,3 millones de reproducciones en el primer día.
En julio de 2022, Rosalía se embarcó en su segunda gira mundial de conciertos, Motomami World Tour, para promover aún más Motomami, con espectáculos en Europa, Sudamérica y Norteamérica. La lista de canciones incluía cuatro pistas inéditas, incluida «Despechá», que luego se lanzó el 28 de julio con éxito mundial. Rosalía participó posteriormente en los próximos proyectos de Romeo Santos, Niño de Elche y Wisin & Yandel.

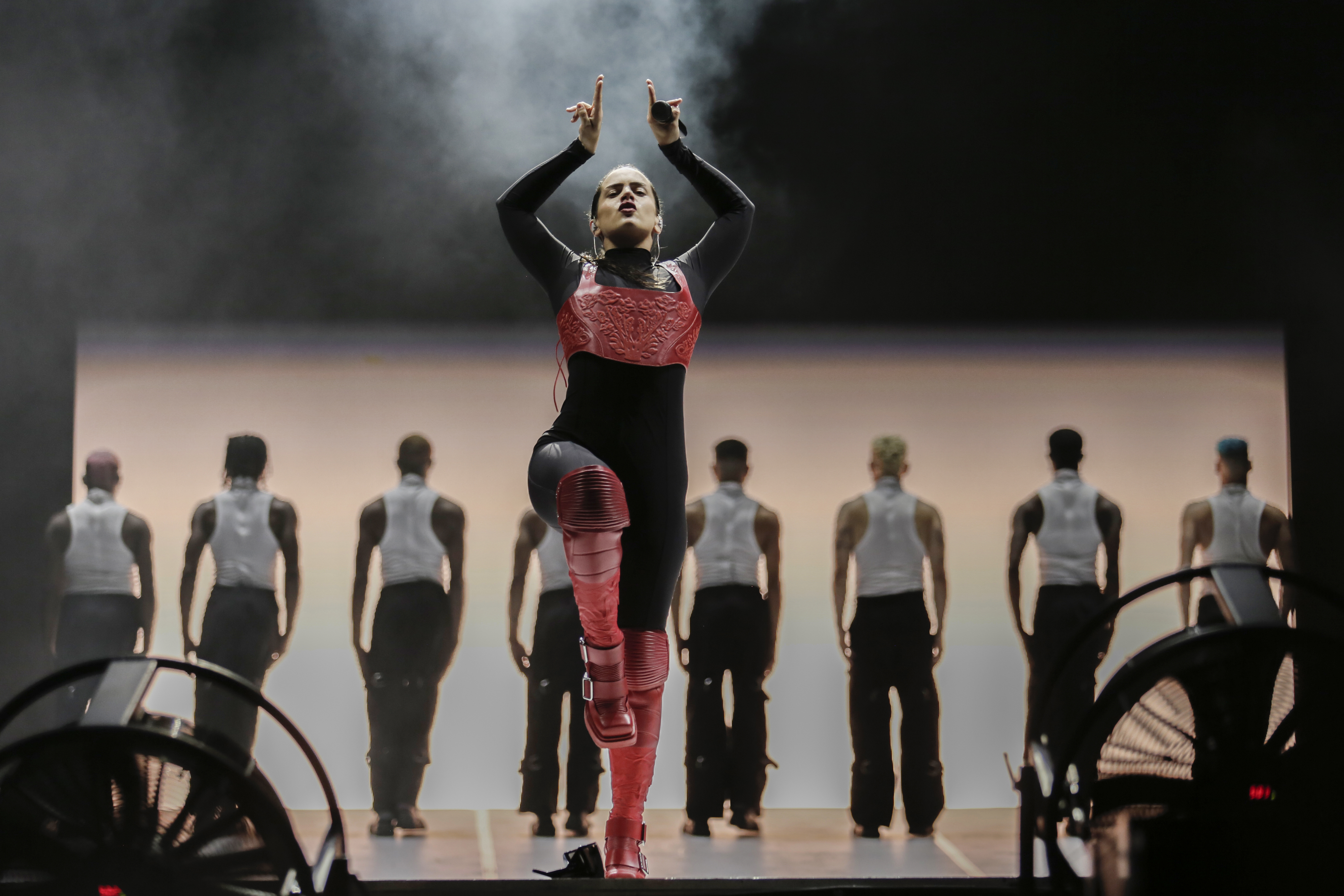
Rosalía durante su concierto gratuito en el Zócalo de la Ciudad de México en 2023.

En la 23.ª entrega anual de los Premios Grammy Latinos en noviembre de 2022, Motomami ganó las cuatro categorías en las que fue nominado, que fueron Álbum del Año, Mejor álbum de música alternativa, Mejor álbum de ingeniería y Mejor diseño de empaque. Rosalía fue la primera mujer y el sexto acto en general en ganar Álbum del año dos veces como artista principal. También recibió dos nominaciones en la 65.ª edición de los Premios Grammy por Mejor álbum alternativo o rock latino y mejor película musical para Motomami Tiktok Live, ganando para la primera categoría. Sin embargo, medios como Rolling Stone, Pitchfork, el New York Times y W creía que la Academia de Grabación y los Grammy habían rechazado a Motomami en la categoría Álbum del año.
A principios de 2023, Rosalía colaboró con Coca-Cola para crear un sabor de edición limitada bajo su marca 'Coca-Cola Creations' llamado 'Move', para el cual lanzó la canción «LLYLM». En marzo, la cantante se embarcó en una carrera de festivales como parte de su gira Motomami, que está programada para visitar una gran variedad de festivales, incluidos Coachella, Lollapalooza y Primavera Sound. En mayo de 2022, el cantante y pareja de Rosalía Rauw Alejandro le dijo a la revista Billboard que habían estado trabajando juntos en el estudio y tenían material para ser lanzado. Rosalía lo confirmó en su propia entrevista con la revista en noviembre. El proyecto se anunció el 13 de marzo del mismo año, con la portada, la lista de canciones y la fecha de lanzamiento publicadas en sus redes sociales. El EP titulado RR fue publicado el 24 de marzo con un sencillo, «Beso», y otras dos canciones, «Vampiros» y «Promesa». El videoclip de «Beso» finaliza con Rosalía revelando un anillo de diamante en su dedo, confirmando que ambos artistas se encuentran comprometidos. El 28 de abril, cerró su gira de festivales por el continente americano con un concierto gratuito en el Zócalo de la Ciudad de México, con una asistencia de 160.000 personas, convirtiéndose así en el concierto más multitudinario de su carrera.

### 2024-presente: Colaboraciones y nuevo álbum
En mayo de 2024, se convirtió en la embajadora mundial de Dior. El 16 de agosto de 2024, Rosalía colaboró con la rapera tailandesa Lisa en el sencillo «New Woman». La canción tuvo un buen desempeño internacional, debutando en el puesto 15 del Billboard Global 200 y alcanzando el número seis en el Billboard Global Excl. U.S., convirtiéndose en el cuarto tema de Rosalía en entrar en esa lista. En Estados Unidos, entró en la lista Billboard Hot 100 en la posición 97. Este sencillo fue el segundo adelanto del álbum Alter Ego (2024) de Lisa y figura como la cuarta canción del proyecto.
Un mes después, en septiembre de 2024, Rosalía asumió la responsabilidad de crear la banda sonora del espectáculo anual de fuegos artificiales, celebrado en Barcelona con motivo de las Fiestas de La Mercè. El evento, realizado el 24 de septiembre, sirvió como plataforma para el estreno de su canción «Omega», una colaboración con Ralphie Choo que fue lanzada oficialmente al día siguiente. Ese mismo mes habló también por primera vez, para la revista alemana Highsnobiety, sobre su próximo trabajo discográfico, declarando «He cambiado mucho».
En enero de 2025, publicó en Instagram sus propósitos de año nuevo, entre los que se encontraba «Sacar un disco». Ya en febrero de 2025, surgieron reportes que indicaban que Rosalía había sido seleccionada para participar en la tercera temporada de la aclamada serie dramática estadounidense «Euphoria». En abril, la cantante  fue mencionada por Charli XCX durante su actuación en Coachella, dejando entrever su nueva era musical, «Rosalía summer». Poco después, en la MET Gala de mayo, deslumbró con un vestido blanco diseñado por Olivier Rousteing y confirmó  que «se vienen cosas», en referencia a su nuevo proyecto discográfico.

## Arte

### Estilo y géneros musicales
La música de Rosalía ha sido descrita como «desafiante» tanto para ella como para el oyente. Denotada por la conceptualidad y la constante transformación de género de sus álbumes y sencillos, la música de Rosalía ha evolucionado desde el folk hasta el mainstream y el avant-pop. Como Rosalía tiene un máster en interpretación flamenca, comenzó su carrera profesional como cantaora de pleno derecho. En 2017 vio la luz su disco debut Los Ángeles, un disco folklórico en el que Rosalía «se postula como la cantaora contemporánea que mejor ha entendido los tiempos que corren». Desde entonces, la cantante ha sido descrita como «un alma vieja atrapada en un cuerpo joven» debido a la madurez del género. Tras el lanzamiento de «Malamente» en mayo de 2018, que elevó la popularidad de la cantante a nivel nacional, su música fue descrita como una «fusión muy emocionante de flamenco y artes modernas». La revista estadounidense Pitchfork calificó la voz de la cantante como «un suave terciopelo líquido» y escribió que «Malamente consume al oyente con baterías y suaves sintetizadores que te arrastran a su mundo por completo». Después de lanzar El mal querer más tarde ese año, The Guardian le otorgó una puntuación perfecta y afirmó: «El potente e inteligente segundo álbum de la cantante catalana es más complejo que cualquier pop latino actualmente en las listas de éxitos». Durante la era de las gotas de tres años que comenzó con el lanzamiento de 2019 «Con altura», la música de Rosalía evolucionó hacia un campo urbano más convencional sin abandonar la esencia flamenca que caracteriza su arte. Descrito por Rolling Stone como «una de las producciones más atrevidas e imprudentes de los últimos años», el álbum de estudio de Rosalía de 2022, Motomami, «redefinió el mainstream» al tomar el reguetón como su principal influencia y mezclarlo con la música tradicional de Latinoamérica, así como con otros géneros como el industrial o el jazz. La cantante ha declarado que escucha un amplio catálogo de música especialmente cuando está grabando un disco con el afán de conocerlas. Rosalía ha citado el álbum homónimo de 2011 de James Blake como uno de los discos más impactantes de su vida.
En su reseña de El mal querer, Alexis Petridis de The Guardian escribió: «Ella realmente puede cantar [...] pero su voz está audiblemente enraizada en una tradición musical diferente a los estilos habituales en los que actúan los vocalistas pop. El conjunto estándar de trucos (la sobrecarga de improvisación post-Whitney, el soul envejecido sub-Winehouse, el swooping excéntrico por favor-compárame-con-Kate-Bush, etc.) se notan por su ausencia. En cambio, su voz es poderosa y valientemente emotiva: sus melismas suenan más medios. Más oriental que Mariah Carey». A pesar de su amplio rango vocal, Rosalía tiende a usar Auto-tune estéticamente en canciones y presentaciones en vivo.
Las habilidades para escribir canciones de Rosalía han sido cuestionadas y criticadas recientemente por ser «aleatorias» y «kitsch». Generalmente, sus letras tratan varios temas y contienen múltiples referencias a la cultura general y pop. Esas referencias también se pueden ver en su obra visual, que ella considera la «vía crucial de comunicación entre el artista y el consumidor». La inspiración visual de Rosalía proviene principalmente de la tradición española y la cultura oriental, principalmente japonesa. La cantante tiene un amplio conocimiento de la historia del arte, que traslada a su público al recrear constantemente retratos religiosos, pintura contemporánea y escenas de películas dentro de sus proyectos musicales. Ha citado a Pedro Almodóvar y Andrei Tarkovsky como sus cineastas favoritos, Enter the Void (2009) de Gaspar Noé y Fallen Angels (1995) de Wong Kar-wai como sus películas favoritas, y a Jean-Michel Basquiat como su artista favorito.
Rosalía ha sido acusada de apropiación cultural por parte de algunos romaníes porque adapta las costumbres romaníes a su estilo y se basa en la tradición de la música flamenca, que a menudo se piensa que es de los romaníes en Andalucía. Sin embargo, el origen de la música flamenca no se conoce con precisión, y probablemente fusionó prácticas musicales de tres orígenes: las culturas morisca, judía y gitana. Respondiendo a esta crítica, Rosalía dijo que «la música es universal».

### Influencias
Rosalía ha citado a Camarón de la Isla, James Blake y Kate Bush como sus principales influencias musicales. En enero de 2019, le dijo a MTV: «Cuando tenía 13 años comencé a escucharlo [Camarón de la Isla] por casualidad. Este género, el flamenco, era lo que escuchaban mis amigos de la escuela secundaria y yo también. Cuando lo descubrí a él, yo estaba como '¡Dios mío!' No creía que nadie fuera capaz de cantar con una voz así, me traspasaría con tanta fuerza. Fue mi introducción al flamenco. Gracias a él descubrí este vasto universo dentro de este estilo musical que es casi infinito y muy apasionante». Otra influencia flamenca de Rosalía es La Niña de los Peines. Asegura que a pesar de que al principio no disfrutaba con sus discos, acabó apreciando sus melodías y se dio cuenta de que era una auténtica pionera ya que, en la época en que se hizo popular, la mayoría de los cantaores flamencos eran hombres. Ella dijo: «El flamenco es un arte masculino por tradición y ahí estaba ella, con toda su creatividad como mujer. Se hizo profesional en un momento en que era muy inusual». Rosalía cita el catálogo personal, musical y audiovisual de Kate Bush como una influencia clave en la ambición musical de ella misma citando sus «composiciones deconstruidas de género» y «dirección artística novedosa». Cuando le preguntaron sobre el impacto que tuvo en ella James Blake, dijo: «Empecé a escucharlo cuando estaba en la universidad. Su música me ha dejado una huella; no solo el carácter audaz de su producción sino también su minimalismo y estructuras libres. Cuando lo escucho, puedo sentir que se permite mucha libertad. Personalmente, creo que no hace música para complacer a nadie, sino solo para él». Rosalía colaboró con Blake en su canción «Barefoot in the Park», que fue lanzada como el cuarto sencillo de su álbum Assume Form de 2019. También ha citado a Aventura, Beyoncé, Björk, La Repompa de Málaga, Niña Pastori, Tomás Luis de Victoria, Estopa, Manolo García, Frank Ocean, Héctor Lavoe, Kanye West, Lil' Kim, Lole y Manuel, M.I.A., Shakira, Justin Timberlake, Rihanna, Tego Calderón, Arca, Pharrell Williams, Héctor el Father y Lauryn Hill como inspiraciones musicales directas.
La mayor influencia de la moda de Rosalía es Lola Flores. En una entrevista con Billboard declaró: «La amo. Amo la actitud y la fuerza que tenía». También mencionó a Carmen Amaya; «usaba ropa masculina en un momento en que cualquier mujer bailaba con ropa típicamente masculina». Rosalía se ha convertido en una asistente habitual a los desfiles de moda, expresando su amor por Palomo Spain, Dion Lee, Martin Margiela, Dapper Dan, Pepa Salazar, Matthew Williams, Alexander Wang, Burberry, Dominnico, Dior y Versace, entre otros. Ha asistido a la Met Gala tres veces, vestida de Rick Owens, Givenchy y Dior.

## Impacto

### Industria musical española
A partir de 2014, empezaron a surgir nuevos artistas en España desde Álvaro Soler hasta Pablo Alborán. España, sin embargo, al ser un país de habla hispana que puede inspirarse en muchos proyectos y géneros diferentes gracias a la tecnología y las comunicaciones, tenía muchas estrellas del pop pero no tantos artistas orientados al hip hop/urbano. Con la ayuda de las plataformas de streaming, artistas como Yung Beef, C. Tangana, La Zowi o Bad Gyal empezaron a hacer música urbana fresca influenciada por el folclore de regiones como Puerto Rico, Jamaica o Colombia. El auge de la música urbana en España creció en paralelo al creciente interés mundial por el reguetón, el trap y, en general, la música latinoamericana. Rosalía se hizo muy cercana a estos artistas, quienes la influyeron mucho. Sin embargo, el interés por la música en España no alcanzó su punto máximo hasta 2017 cuando los artistas mencionados alcanzaron un gran éxito y cuando el programa de talentos Operación Triunfo se emitió en televisión por primera vez desde 2011. El programa atrajo a millones de espectadores fieles y se convirtió en una plataforma masiva para artistas como Aitana, Amaia y Lola Índigo.
Cuando Rosalía apareció en las listas de éxitos por primera vez con «Malamente», se convirtió en una artista fresca e interesante que había inventado algo nuevo y emocionante de escuchar, una mezcla de artes tradicionales y modernas; Rosalía había creado música flamenca para todos. Los ingresos de la música en España fueron de 232 millones de euros en 2018, un 9% más que el año anterior. Por ello, la música en España se convirtió en un arte a proteger y del que enorgullecerse, haciendo que la gente echara un vistazo al mercado artístico español, que había abandonado su categoría de industria de lista C. En 2020, el rapero novel español Don Patricio le dijo a El Periódico que «El interés que el mundo tiene por Rosalía nos ha beneficiado a todos, porque todos los que se interesan por ella y su música se han puesto a mirar qué más estamos produciendo aquí. Que Rosalía vaya a los Grammy ayuda, que haya hecho una canción con Travis Scott ayuda, todo suma para España, para los músicos españoles y para nuestro movimiento». La cantante Rigoberta Bandini se abrió sobre la diversificación de la música en España afirmando que «Rosalía abrió el camino para la experimentación. Todos tenemos mucho que agradecerle». Esta nueva ola de músicos en España y el creciente interés por la música en el país ha llevado a la recuperación de una ceremonia anual de entrega de premios para celebrar la música española, los Premios Odeón, en 2020. En diciembre de 2020, Forbes nombró a Rosalía la cantante española más influyente en su lista de «mujeres españolas más influyentes». En 2021, Pitchfork nombró a Rosalía como una de las artistas más importantes de los últimos 25 años.
A finales del 2023 salió la noticia de un proyecto de la artista acerca de la construcción de un estudio de grabación en Hospitalet de Llobregat, Barcelona. El fin de este proyecto sería el de facilitar a los artistas la creación de su música sin tener que trasladarse a Estados Unidos.

### Industria musical global
Rosalía es una de las artistas más aclamadas de los últimos años. Una gran cantidad de artistas han alabado su proyecto por su originalidad, versatilidad y riesgo a la hora de hacer música. Desde artistas de diferentes estilos como el pop, hip hop o rock; artistas de diferentes rangos de edad; o desde lo más mainstream a lo más underground o alternativo. Artistas como Madonna, Bjork, Lana del Rey, Harry Styles, Dua Lipa, Camila Cabello, SZA, Tini Stoessel, Juanes, Maluma, Residente, Lil Nas X, Ed Sheeran, Jorge Drexler, Pablo Alborán, Juan Luis Guerra, Christina Aguilera, Cardi B, Karol G, Demi Lovato, Julian Casablancas, Bad Bunny, Romeo Santos, Alejandro Sanz, Marina Abramovic, Pharrell Williams, Ralphie Choo, James Blake, Jeff Tweedy, Mick Jagger, Flea, Tyler, the creator, entre otros han mencionado a la cantante española como una inspiración o han elogiado su arte. Hay una variedad de músicos, productores, directores, actores, compositores, fotógrafos y personas dedicadas al mundo del entretenimiento, la cultura y el arte que se encuentran entre los que han citado a Rosalía como referente.

### Sobre la apropiación cultural
La popularización del nuevo flamenco a nivel internacional ha permitido que de la mano de Rosalía, nuevos artistas como Silvia Pérez Cruz, María José Llergo, El Niño de Elche o La Plazuela, entre otros, lleguen y logren mantener un público más amplio. En 2020, The Atlantic afirmó que Rosalía había «convertido la música desgarradora de Andalucía en un fenómeno global». Junto al resurgir de la música flamenca, el trabajo de Rosalía ha dado lugar a discusiones sobre la apropiación cultural, a veces denominada «la polémica de Rosalía». Rosalía ha sido acusada por parte de algunos de robar y ajenciarse de la cultura del pueblo gitano español, quienes reclaman como propia esta expresión artística, ya que ha sido una de las pocas vías de expresión cultural libre que los gitanos tenían a su alcance, ante la discriminación y la persecución dentro de la sociedad en general. Los puristas ven la actuación flamenca de catalanes, no gitanos o no andaluces, como Rosalía, como injusta e ilegítima. Otros han defendido a Rosalía, diciendo que, en un mundo global interconectado, donde se accede ampliamente a la exposición a las tradiciones culturales y las formas de arte, el éxito de Rosalía puede inspirar la apreciación internacional de esta forma de arte y comparar la situación con el uso de las tradiciones españolas por parte de Madonna despertando el interés internacional por la cultura y el arte españoles.
Estas opiniones fueron sintetizadas el mismo año por la activista gitana Noelia Cortés, que manifestó que Rosalía «usa a los gitanos como algo cool que incorporar a su disfraz, pero no le importamos socialmente hablando», mientras que el historiador Rafael Buhigas describió esta supuesta explotación como «antigitanismo». La cantante gitana Mala Rodríguez también tomó postura crítica, acusando a Rosalía de hacer uso de elementos que pertenecen a la identidad del pueblo andaluz y de la comunidad gitana. De entre las canciones del disco de 2018, «Di mi nombre» se volvió especialmente notoria por incluir una letra («yeli») que parecía ser una alusión a la costumbre gitana de la prueba del pañuelo, pese a que la cantante alegó que se trataba en realidad de una referencia («ali») a La Repompa de Málaga.
The New York Times decía en 2019: «El debate sobre la apropiación cultural de la cantante española es injusto: su música encarna, con altura, la forma artística más elocuente de la globalización: el remix». Al ser consultada sobre este tema y abordando cuestiones sobre el eclecticismo que conlleva la evolución musical de forma intrínseca, respondió: «Me he dado cuenta que no es que específicamente me estén atacando, es la situación en la que hay personas que como yo hemos tenido la suerte de poder estudiar música, lo cual han querido. Y tener opciones que otras personas no tienen», afirmando así que, parte de las críticas que recibe al respecto, no las identifica como un ataque personal directo, sino que por el contrario, entiende la crítica a la apropiación cultural como un tema político y de privilegio frente a personas con menores recursos educativos. Luego de su victoria como Mejor video latino por «Con altura» en los MTV Video Music Awards 2019, Rosalía abordó una discusión relacionada, sobre si la expresión «latín» (derivada de una lengua romance, como el español) se ha malinterpretado y ha evolucionado a «Latino» (persona de países latinoamericanos anteriormente gobernados por los imperios español y portugués), extendiendo el debate sobre la apropiación cultural y si debería o no ser nominada en las categorías latinas en los premios. Rosalía también abordó el tema en la Semana de la Música Latina de Billboard 2020, donde Leila Cobo, presentadora de VP Latin, afirmó: «Billboard categoriza la música cantada en español como música latina. Eres un artista español, no latinoamericano, pero tu música se llama 'latín' porque se canta en español. También es muy interesante ver cómo este término solo se usa en los Estados Unidos». En alusión a dicho conflicto de categorización identitaria, Rosalía también ha expuesto que ella misma se siente «incómoda» cuando se le aplica o engloba como latina debido a la ambigüedad, analogía y polisemismo que la palabra conlleva. A raíz de los debates respecto al término, Rosalía ha ido recibiendo múltiples críticas en línea, motivándola a realizar declaraciones como las citadas.

## Vida personal
Es de ascendencia paterna asturiana y materna catalana. Sus abuelos paternos eran de origen gallego y andaluz. Su bisabuelo era cubano. Habla catalán, español e inglés con fluidez.

### Relaciones
En 2016, Rosalía comenzó a salir con el rapero español C. Tangana. Coescribieron ocho de las once canciones del segundo álbum de Rosalía, El mal querer, y colaboraron vocalmente dos veces. Se separaron en mayo de 2018.
Según una entrevista de 2024 a la modelo Hunter Schafer, en 2019 ambas mantuvieron una relación durante cinco meses tras conocerse en la Semana de la Moda de Londres en un desfile de Burberry.
A finales de 2019, Rosalía comenzó a salir con el cantante puertorriqueño Rauw Alejandro, confirmando su relación en 2021.En 2022, compraron La Morera, una casa modernista construida en 1905 en las afueras de Manresa por 2,2 millones de euros, declarada bien cultural de interés local. El 24 de marzo de 2023, confirmaron su compromiso al final del videoclip de «Beso», canción que aparece en su EP colaborativo RR. En julio del mismo año, Rauw confirmó la ruptura de la relación, después de rumores. Meses después, comenzó una relación sentimental con el actor estadounidense Jeremy Allen White. Según TMZ, Rosalía y Jeremy decidieron tomar caminos separados tras darse cuenta de que no eran compatibles y que su comunicación no era lo que debía ser. La separación fue mutua, confirmó, y aunque no mantienen una amistad, tampoco guardan rencor el uno hacia el otro. Dando fin a su relación en los últimos meses de 2024.

### Puntos de vista políticos y religión
Rosalía se identifica como feminista. Tras ser felicitada en la gala de Billboard Women in Music 2019, la cantante afirmó: «Tenía 15 años cuando entré por primera vez a un estudio de grabación teniendo a todas estas mujeres como referentes. Me impactó mucho que solo hubiera hombres en esa sesión que, desde ese momento, lucho por tener la misma cantidad de hombres y mujeres en el estudio. Así de simple». Rosalía tiene una hebilla de liguero tatuada en su muslo izquierdo en referencia a una actuación de arte corporal de 1970 de Valie Export. En el tatuaje, la liga aparece como símbolo de una esclavitud pasada, el vestido como supresión de la sexualidad, la liga como atributo de una feminidad no determinada por nosotras mismas. Un ritual social que cubre una de las necesidades físicas, la oposición de nuestra cultura al cuerpo es clara. La liga como signo de pertenencia a una clase que exige un comportamiento determinado se convierte en recuerdo. Rosalía también es proelección. Durante un concierto en México, portó un pañuelo verde en apoyo a la Campaña Nacional por el Derecho al Aborto Legal, Seguro y Gratuito. La cantante también es una firme partidaria LGBT. Todas las ganancias de su campaña cosmética Viva Glam se destinarían a apoyar a las mujeres, los jóvenes y la comunidad LGBT. En julio de 2021, condenó el asesinato de Samuel Luiz y afirmó: «Samuel no murió, fue asesinado».
En cuanto a las creencias religiosas de Rosalía, reveló que nunca ha sido bautizada ni llevada a la iglesia por sus padres. Su abuela, que era cristiana, la llevaba a la iglesia si ella se lo pedía voluntariamente. Allí comenzó a creer en Dios a pesar de no haberse sometido nunca a la Iglesia Católica ni considerarse cristiana. El 20 de marzo de 2020, publicó un padre nuestro en la red social Twitter.
En cuanto a la política española y los conflictos internacionales, en noviembre de 2019, tras las segundas elecciones generales en el país en seis meses, Rosalía tuiteó «a la mierda Vox». Vox es un partido político nacionalista de extrema derecha que había ganado muchos escaños en el Parlamento español y su popularidad crecía constantemente en ese momento. La cuenta oficial de Vox se enzarzó en un breve intercambio verbal con la cantante, respondiendo: «Solo los millonarios, con aviones privados como tú, pueden permitirse el lujo de no tener patria». Luego de que le preguntaran sobre política en una conferencia de prensa un par de días después, dijo: «Creo que es un tema muy delicado y no creo que este sea el lugar para hablar de eso». En mayo de 2020, Rosalía expresó enojo por el asesinato de George Floyd y asistió brevemente a una protesta en Miami en defensa de la igualdad racial, saliendo temprano para presentarse en un concierto benéfico virtual organizado por TeleHit. En octubre, ofreció su canción «A palé» para una campaña de Sony Music para alentar el voto para las elecciones presidenciales de Estados Unidos de 2020 titulada Tu voz. Tu poder. Tu voto.
En enero de 2020, Rosalía y Dua Lipa protagonizaron un episodio controvertido tras la ceremonia de los Premios Grammy, cuando se hizo público en Twitter un vídeo de las cantantes, acompañadas de Lizzo y Lil Nas X, celebrando sus respectivos galardones en un local de estriptis de Los Ángeles. Las imágenes mostraban a Lipa arrojando billetes a las trabajadoras del local mientras Rosalía bailaba cerca de ellas. La escena desató acusaciones de hipocresía y deshonestidad, señalándose a las artistas por colaborar presuntamente con el negocio de la explotación sexual en contradicción a los mensajes feministas que promueven en sus vidas públicas. Estas opiniones atrajeron inmediatamente reacciones en contra, con tuiteros saliendo a la defensa de las cantantes y abriendo un debate sobre la validez de considerar explotación al acto. Sin embargo, posteriores declaraciones tanto por parte de Dua Lipa como de Lizzo, organizadora de la fiesta, esgrimen que se trataba de una fiesta en un local alquilado, en donde además, los billetes eran falsos.
En julio de 2025, Rosalía fue criticada por el diseñador de moda español Miguel Adrover, quien se negó a vestirla debido a su falta de una declaración pública sobre la crisis humanitaria en Gaza, calificando su silencio de «complicidad». Ante esta presión, Rosalía respondió en sus redes sociales manifestando que «no publicar no significa no condenar», expresando su tristeza por las víctimas y resaltando que el señalamiento debería dirigirse hacia quienes detentan el poder de acción, no entre iguales. También mostró su respeto y gratitud hacia las ONG, activistas y periodistas que actúan directamente por la causa palestina.

## Discografía

### Álbumes de estudio
- 2017: Los ángeles
- 2018: El mal querer
- 2022: Motomami

### EP
- 2019: Fucking Money Man
- 2023: RЯ

## Filmografía

### Cine
| Año  | Película       | Rol    | Notas |
| ---- | -------------- | ------ | ----- |
| 2019 | Dolor y gloria | Rosita | Cameo |

### Televisión
| Año  | Show                        | Notas                                             | Ref.    |
| ---- | --------------------------- | ------------------------------------------------- | ------- |
| 2008 | Tú sí que vales             | Concursante                                       | [ 172 ] |
| 2018 | Later... with Jools Holland | Intérprete                                        | [ 173 ] |
| 2018 | Late Motiv                  | Intérprete                                        | [ 174 ] |
| 2019 | Premios Goya                | Intérprete                                        | [ 175 ] |
| 2019 | Mixtape                     | Protagonista                                      | [ 176 ] |
| 2020 | Austin City Limits          | Intérprete                                        | [ 177 ] |
| 2020 | Savage x Fenty Show Vol. 2  | Intérprete                                        | [ 178 ] |
| 2021 | Saturday Night Live         | Artista invitada                                  | [ 179 ] |
| 2021 | Lola                        | Comentarista                                      | [ 180 ] |
| 2022 | Caminos del Flamenco        | Comentarista                                      | [ 181 ] |
| 2022 | Chillin Island              | Invitada                                          | [ 182 ] |
| 2022 | Saturday Night Live         | Invitada musical; Episodio: «Zoë Kravitz/Rosalía» | [ 183 ] |
| 2023 | Soy Georgina                | Cameo                                             | [ 184 ] |

### Videos musicales
| Año  | Título                       | Artista(s)                    | Rol        |
| ---- | ---------------------------- | ----------------------------- | ---------- |
| 2014 | «Saturno (Steve Lean Remix)» | Dano                          | Ella misma |
| 2019 | «Adore You»                  | Harry Styles                  | Narradora  |
| 2020 | «WAP»                        | Cardi B & Megan Thee Stallion | Ella misma |

### Comerciales
| Año  | Producto(s)     | Marca(s)      | Rol        | Ref.    |
| ---- | --------------- | ------------- | ---------- | ------- |
| 2020 | Air Max 2090    | Nike          | Ella misma | [ 185 ] |
| 2020 | Labial VG26     | MAC Cosmetics | Ella misma | [ 186 ] |
| 2024 | Dior            | Dior          | Ella misma | [ 79 ]  |
| 2025 | Zapatillas 204L | New Balance   | Ella misma | [ 187 ] |

## Giras musicales
- 2017-2018: Los Ángeles Tour
- 2019: El Mal Querer Tour
- 2022: Motomami World Tour